# Davor Vlaškovac
Davor Vlaškovac (Vlaskovac), (* 22. července 1967) je bývalý německý zápasník – judista jugoslávského původu. V období 1994-1996 reprezentoval Bosnu a Hercegovinu.

## Sportovní kariéra
V mládí prošel juniorskými výběry Západního Německa, ale mezi seniory se v nabitém kádru nedokázal prosadit. V roce 1993 se dohodl s představiteli nově vzniklého samostatného bosenského sportu a roce 1994 poprvé nastoupil v barvách této válkou zmítané země. Žije v Řezně a judu se věnoval v bundesligovém týmu TSV Abensberg. V roce 1996 reprezentoval Bosnu a Hercegovinu na olympijských hrách v Atlantě, vypadl v prvním kole. Po skončení sportovní kariéry se věnuje trenérské práci. Od roku 2006 připravoval dva roky estonskou seniorskou reprezentaci v čele s Alexejem Budolinem.

## Výsledky
| Turnaj             | 1995     | 1996     |
| Turnaj             | 28       | 29       |
| Turnaj             | lehká v. | lehká v. |
| ------------------ | -------- | -------- |
| Olympijské hry     |          | úč.      |
| Mistrovství světa  | úč.      |          |
| Mistrovství Evropy | 3.       | 5.       |

Poznámka: úč. = zúčastnil se